# Christiane Wiles-Mazurier
Christiane Wiles-Mazurier est une plongeuse française née le 7 octobre 1952.

## Biographie
Aux Jeux olympiques d'été de 1972 à Munich, elle est éliminée en qualifications du plongeon sur tremplin à 3 mètres,.
Elle est championne de France du plongeon sur tremplin à 1 mètre en 1972 et en 1973 et sur tremplin à 3 mètres de 1972 à 1976.